# New Rose
«New Rose» — перший сингл британського панк-рок-гурту The Damned, що вийшов 22 жовтня 1976. Цей сингл також був найпершим взагалі серед усіх британських панк-рок гуртів. Також він вийшов у Нідерландах, Німеччині й Франції в 1977 році.
Цю пісню написав гітарист Браян Джеймс, а вийшла вона на лейблі Stiff Records. На зворотній стороні синглу представлена кавер-версія хіта The Beatles «Help!», що його The Damned виконали десь у вдвічі швидшому темпі, ніж оригінальна версія. Обидві пісні синглу відтоді зайняли своє постійне місце в живих концертах гурту і представлені в різних збірках. Гурт включив пісню «New Rose» у свій дебютний альбом Damned Damned Damned. Слова на початку пісні «Is she really going out with him?» взяті з пісні 1964 року «Leader of the Pack» гурту The Shangri-Las.

## Кавер-версії
Guns N' Roses створив кавер цієї пісні для свого альбому каверів 1993 року "The Spaghetti Incident?".
Гурт нової хвилі Blondie часто виконує цю пісню вживу.
Портлендський панк-гурт Poison Idea створив кавер на цю пісню для свого альбому каверів 1992 року  Pajama Party.
Часто цю пісню виконує на своїх концертах Orange Goblin.
Існує також багато інших кавер-версій.